# Alfred de Glehn
Pour les articles homonymes, voir Glehn.
 (août 2012).
Si vous disposez d'ouvrages ou d'articles de référence ou si vous connaissez des sites web de qualité traitant du thème abordé ici, merci de compléter l'article en donnant les références utiles à sa vérifiabilité et en les liant à la section « Notes et références ».
Alfred de Glehn (15 septembre 1848 - 8 juin 1936), né à Sydenham en Angleterre, fut ingénieur en chef à la Société alsacienne de constructions mécaniques (SACM) de Mulhouse.

## Réalisation
Alfred de Glehn, né de parents germano-écossais (son père, Robert von Glehn, était né dans les pays baltes), développa industriellement, à partir de 1886, le procédé de double expansion de la vapeur (compoundage) dans les cylindres des locomotives, avec l'aide de Gaston du Bousquet, ingénieur à la Compagnie des chemins de fer du Nord.
La locomotive à 4 cylindres ainsi créée fut produite en série dès 1890. Ses performances retinrent l'attention de divers réseaux. Les 221 Nord et Est eurent un large succès, dès 1901, auprès des réseaux français mais aussi de celui des Chemins de fer de l'État prussien (KPEV) qui en commanda 79 (série S7 construites par la SACM à Graffenstaden [réf. souhaitée]).

## Histoire
Alfred de Glehn avait trois ans lorsque l'Exposition universelle de Londres s'était installée dans le parc de Sydenham ; le jeune Alfred, émerveillé par les machines agricoles présentées, rêva dès lors de devenir agriculteur. Toutefois, la famille étant très nombreuse et les ressources modestes, les parents ne purent acquérir de terres. Aussi, après les années d'école à Sydenham, et nanti d'une bourse, Alfred poursuivit les cours au King's College de Londres, où il fut très bon élève. 
Une fois ses études terminées, il chercha du travail en vain dans les usines fabriquant du matériel agricole. Il quitta alors l'Angleterre et se présenta aux Chantiers et Ateliers de l'Océan, au Havre, où, à 20 ans, il fut embauché comme ouvrier. Il fut remarqué par la direction et il était sur le point d'être nommé dessinateur lorsque éclata la guerre de 1870. Les ateliers furent fermés et de Glehn retourna en Angleterre. Il y fut attaché à la 7e Ambulance française travaillant à Londres, puis sur les arrières de l'armée de Châlons. 
Alfred de Glehn partit alors pour Zurich, où il suivit les cours du Polytechnicum. En effet, sans être inscrit à l'École Polytechnique fédérale, il acquit ainsi les connaissances techniques lui faisant défaut en étudiant les cours. 
En automne 1872, de Glehn se présenta à la Société alsacienne de constructions mécaniques, née depuis quelques mois de la fusion des Établissements Koechlin de Mulhouse et de l'usine de Graffenstaden. Le premier accueil fut plutôt froid : l'administrateur dirigeant la construction des machines textiles n'avait besoin de personne, tandis que celui qui s'occupait des machines à vapeur (fixes) ne voulait pas engager un Anglais « qui risquait de transmettre dans son pays le savoir-faire qu'il verrait à Mulhouse ».
Chemin de fer
Le lendemain il se présenta chez Édouard Beugniot, directeur de la section Locomotives. Glehn offrit de travailler un an comme volontaire non payé, ce qui fut accepté. Attaché comme dessinateur au bureau d'études des locomotives, il se fit rapidement remarquer. Les douze mois écoulés, il se vit attribuer un salaire modeste de cent francs par mois. Sa connaissance des langues étrangères rendait de précieux services. Beugniot l'initia à tous les détails techniques. En 1875, Alfred de Glehn est nommé chef du bureau d'études. 
La Compagnie du Nord, ayant des problèmes de stabilité à grande vitesse ferroviaire sur ses machines « Outrance », en fit part au bureau d'études de la SACM. Glehn proposa, en 1877, de remplacer l'essieu porteur avant par un bogie, en allongeant le châssis. Après un essai concluant, 50 locomotives du nouveau type furent commandées. Édouard Beugniot obtint quelques jours avant qu'il meure qu’Alfred de Glehn soit nommé directeur du Service des locomotives.
Afin de maintenir les relations avec les clients et les administrations françaises, Glehn créa en 1879 la SACM Belfort, où il détacha quelques ingénieurs. Puis, peu à peu, il y transféra tout le secteur construction de Mulhouse, qui cessa de fonctionner en 1892. Seul y subsistait le bureau d'études.
En 1884, Gaston du Bousquet, ingénieur en chef du matériel et de la traction de la Compagnie du Nord, fit part à Alfred de Glehn des problèmes rencontrés sur les Outrances qui devaient fournir des efforts de plus en plus importants et qui cassaient leurs essieux moteurs. Alfred de Glehn étudia le problème puis proposa une locomotive qui reprenait des techniques tellement révolutionnaires qu'il dut la construire aux risques et périls de la SACM avec reprise de la machine si elle ne donnait pas satisfaction. Cette locomotive, la 701 Nord, fut un succès, malgré quelques imperfections, et donna naissance à toute une pléiade d'engins.
Nommé administrateur-directeur de la SACM en 1886, Alfred de Glehn n'avait plus à diriger seulement le département des locomotives ; il s'occupait de l'administration générale de la société et se consacrait spécialement à l'usine de Belfort. C'est ainsi qu'il aida entre autres les grands noms que sont devenus Anatole Mallet en 1887, Gaston du Bousquet en 1888, et Karl Gölsdorf en 1900.
Il conclut, en 1888, une entente avec la Société Siemens AG de Berlin, qui était spécialiste alors pour tout ce qui concerne l'électricité, et entreprit la construction de ce genre de machines sur les données de Siemens. À l'expiration du contrat, Belfort devint indépendante et acquit dans ce domaine une réputation justifiée. 
À la suite d'un voyage d'études en 1902, Glehn voulut imposer une idée à laquelle il tenait : « Dans une grande fabrique, le soin de tout ce qui touche au bien-être moral et matériel (de l'ouvrier) constitue un service tout aussi important que tel ou tel service de la fabrication ». Ce principe fut rejeté par les dirigeants de la SACM et il préféra quitter la SACM en 1904.

## Une nouvelle vocation pour le logement social
Il se retire alors de la vie industrielle active mais continua à habiter Mulhouse. Glehn était devenu membre de la Société industrielle de Mulhouse en 1876. Il s'était toujours préoccupé de tout ce qui concerne la vie des travailleurs : logement, instruction, hygiène ; bref, de toutes les questions sociales. Il trouve dans cette société les éléments lui permettant d'étudier ces questions.
En 1902, Alfred de Glehn, alors que la ville de Mulhouse projetait de créer la cité ouvrière Lalance, se mit en relation avec l'architecte Friesé, afin de réaliser des logements confortables. Il imposa certains critères auxquels l'architecte répondit favorablement : surface minimum des pièces, tranquillité, pas de gêne entre voisins par les murs mitoyens, et surtout prix de location bas. De nombreux détails avaient été revus sur les plans d'origine, qui semblaient négligeables au concepteur, mais que Glehn réussit, à raison, à faire modifier. C'est ainsi que chaque appartement avait une salle de bain individuelle — une nouveauté — et que les chambres avaient une largeur de 4,10 m afin de « pouvoir mettre bout-à-bout deux lits, tels qu'on les trouve en Alsace ».
Alfred de Glehn avait en effet constaté que de nombreux ouvriers étaient mal logés et étaient souvent gênés par leurs voisins lors de leurs heures de repos. Il s'ensuivait de nombreux déménagements, qui n'étaient pas sans apporter de gêne dans l'état de santé des ouvriers et dans leur assiduité au travail.
Cependant, la cité Lalance ne lui plaisait pas vraiment. Après avoir cessé ses activités à la SACM, Alfred de Glehn voyagea à travers l'Allemagne, la France et la Grande-Bretagne afin de voir ce qu'on faisait ailleurs. Il remarqua partout des erreurs de conception et, fort de ces constatations, entreprit d'en tirer les enseignements pour la réalisation de la nouvelle cité ouvrière projetée à Mulhouse. C'est ainsi que les chambres des nouveaux logements s'ouvraient non sur la cuisine, comme il était d'usage à l'époque, mais sur un couloir suffisamment large pour pouvoir y installer des rayonnages ou des rangements. Ce principe fut appliqué dès lors à toutes les nouvelles constructions.
Si les logements étaient confortables, les prix ne cessaient cependant de monter. Glehn chercha alors à encourager les initiatives privées pour la construction des cités ouvrières, jugeant que « quand la Municipalité construit beaucoup, elle finit par décourager l'initiative privée et détruit ainsi la concurrence qui maintient les prix des constructions dans des limites raisonnables. Elle finit par construire alors cher elle-même ».
D'autre part, la lutte contre la tuberculose a très tôt préoccupé Alfred de Glehn. Il était convaincu, par les études qu'il en avait faites, que cette maladie, prise à temps, était guérissable et qu'il était possible, par des précautions, d'en combattre la dissémination. Pendant une promenade faite un dimanche au Tannenwald avec madame Léon Mieg[Qui ?] [réf. souhaitée] [Information douteuse] et M. Émile Dollfus, il exposa ses idées et les moyens à employer pour faire œuvre utile. C'est au cours de cette promenade que la création du premier dispensaire antituberculeux existant en Alsace fut décidée et, le 24 novembre 1908, moins de trois semaines après, il commença à fonctionner. Ce dispensaire ne donnait pas de soins médicaux. Les malades y étaient examinés et recevaient des conseils d'hygiène et de traitements. Ils étaient néanmoins suivis pendant toute leur convalescence.
Une autre activité du dispensaire s'imposa rapidement et, grâce à Alfred de Glehn, ses directives furent rapidement entrées dans les habitudes de la ville de Mulhouse. Constatant que les tuberculeux déménageaient souvent, Alfred de Glehn dut faire pression auprès des services sociaux de la ville pour faire procéder à la désinfection des locaux. Faite d'abord avec réticence, elle fut effectuée automatiquement après quelques mois. De la même manière, le dispensaire imposa aux employeurs la réembauche des ex-malades en les obligeant à les utiliser dans un lieu de travail compatible avec leur santé affaiblie.
Lors d'une conférence faite, le 10 mai 1909, à la Société Industrielle, le Dr Édouard Riot, des Hôpitaux de Paris, approuva les démarches de Glehn et l'encouragea pour la poursuite de son action. Le maire de Mulhouse, présent à cette conférence, donna dès lors à Glehn tous les pouvoirs de décision concernant la lutte contre la tuberculose.
Glehn avait remarqué que « certaines rues où la proportion des tuberculeux est relativement forte sont précisément celles où se trouvent le plus de vieilles maisons avec logements insalubres ». Aussi imposa‑t‑il à la ville de Mulhouse la démolition des taudis qui étaient devenus de véritables foyers d'infection. En lieu et place, il « voudrait voir étudier des types de logements à 3 pièces et une cuisine ».
L'action d’Alfred de Glehn contre la tuberculose à Mulhouse se passe de commentaires : de 440 morts par tuberculose en 1890, ce chiffre est tombé à 240 en 1911 et 158 en 1922. Le dispensaire, qui avait accueilli 617 consultants la première année de fonctionnement, dut rapidement se doter de trois médecins afin de répondre à la demande des 2000 malades qui s'étaient présentés en 1913. Dans l'une de ses dernières apparitions en public en 1924, Alfred de Glehn déclarait : « La tuberculose est une question de logement ; j'ajouterai que si l'on veut diminuer la mortalité infantile si grande en France, il faut que les logements de la classe ouvrière soient plus sains. L'occasion est unique en ce moment, où tant de vieux logements ont été détruits et sont aujourd'hui à reconstruire ». À Mulhouse, le message a été bien reçu.

### Autre travail social
On doit aussi à Alfred de Glehn la réorganisation du Musée d'histoire naturelle de Mulhouse. Il y voyait la possibilité d'instruire la jeunesse et, en classant à nouveau ses collections, en écartant les pièces inutiles, en faisant des dons importants, il rénova complètement ce musée qui offrit à ses visiteurs la possibilité d'y trouver un enseignement.
Économe de la Société Industrielle, Glehn avait à s'occuper de ses immeubles et de leur entretien. Il avait constaté l'insuffisance des salles dans lesquelles se donnaient les cours de dessin organisés par la Société Industrielle. C'est à lui encore que l'on doit les plans et la construction des nouveaux bâtiments dans lesquels se trouvent les nouvelles salles de cours et la salle des conférences, inaugurée en 1910 par une conférence d’Henri Poincaré sur les comètes. La collection des toiles peintes, collection unique en son genre, put s'y installer d'une manière digne d'elle.

## L'exil
Alfred de Glehn vivait tranquillement à Mulhouse, s'adonnant aux diverses occupations dont il est question précédemment, lorsque, le 23 juillet 1914, à 18 heures, la remise de l'ultimatum autrichien à Belgrade laisse prévoir une conflagration générale et, lorsque, le 4 août, le Royaume-Uni se déclare en guerre avec l'Allemagne, Alfred de Glehn se demande s'il peut rester sans risque dans cette ville que les belligérants vont probablement se disputer. Après mûre réflexion, il estime que, quoique anglais mais âgé de plus de 65 ans, il lui sera permis de continuer à y résider. 
Le 8 août, une brigade française formée par les 35e et 42e régiments d'infanterie pénètre dans Mulhouse. Mais le lendemain elle doit se retirer devant l'ennemi six fois supérieur en nombre. Elle y revient le 19 août. Aussitôt Alfred de Glehn organise un service d'ambulance à la Société industrielle, y réunissant docteurs et infirmières. Hélas, le 24 août au matin, le 7e corps abandonne une nouvelle fois la ville où les Allemands entrent et prennent une sanglante revanche sur ceux des habitants qui ont manifesté des sentiments français.
Alfred de Glehn, convoqué par l'autorité militaire pour y présenter ses papiers, est arrêté. On le déporte dans les camps de concentration de Rastatt, puis au Lechfeld et enfin à Traunstein. Mais les dirigeants des établissements Siemens & Halske se joignent aux dirigeants des chemins de fer allemands pour intervenir en sa faveur auprès des autorités de l'Empire, si bien qu'en décembre 1914 Alfred de Glehn, libéré, retrouve sa femme à Baden-Baden, et se rend de là en Suisse, à Ouchy, sur les bords du lac Léman, où il demeure jusqu'à la fin de la guerre. Après l'armistice, il revient à Mulhouse où il reprend possession de sa maison. À mesure que les années pèsent sur ses épaules, son isolement croît, car la mort lui enlève nombre de ses relations. Et il ne saurait échapper aux maladies qui assaillent sa vieillesse. Il les supporte patiemment grâce à l'affection et aux soins dévoués de Suzanne Elisabeth Schoellhammer [réf. souhaitée] qu'il avait épousée en secondes noces après avoir perdu sa première femme, Lucille Gros, le 28 mars 1924.
Alfred de Glehn a toujours aimé le travail : il a toujours aimé finir et bien finir ce qu'il entreprenait, restant fidèle au vieux principe anglais qu'il aimait rappeler : Whatever your hand findeth to do, do it with your might (Quoi que votre main trouve à faire, faites-le avec votre force).

## Décorations
- Croix de chevalier de la Légion d'honneur (décembre 1903)
- La médaille d'or de la Société d'encouragement pour l'industrie nationale
- La grande médaille de la Société industrielle